# Solenodon arredondoi
Solenodon arredondoi är en utdöd däggdjursart som beskrevs av Gary Scott Morgan och Ottenwalder 1993. Solenodon arredondoi ingår i släktet Solenodon och familjen snabelslidmöss. Inga underarter finns listade i Catalogue of Life.
Kvarlevor av arten hittades i tre områden på Kuba. Djuret dog troligen ut på grund av introducerade hundar som infördes av ursprungsbefolkningen före Columbus ankomst. Troligen blev även artens habitat förstörd. Solenodon arredondoi var större än de nu levande arterna av samma släkte